# فهرست ساتراپ‌های هخامنشی مصر
مقالهٔ زیر، نشان‌دهندهٔ فهرست ساتراپ‌های حاکم بر ساتراپی مصر در دوران دوره اول حکومت ایرانیان بر مصر تحت عنوان دودمان بیست و هفتم مصر، از سال ۵۲۵ پ. م و بعد از فتح مصر توسط کمبوجیه دوم و در پی آن آغاز حکمرانی هخامنشیان بر مصر تا پایان آن در سال ۴۰۶ پ. م و فتح مجدد مصر توسط اردشیر سوم، شاهنشاه هخامنشی در ۳۴۳ پیش از میلاد و آغاز دودمان سی و یکم مصر تا ۳۳۲ پیش از میلاد می‌باشد.
اسامی ساتراپ‌های مصر هخامنشی :
| ساتراپ       | سال             | فرعون                                           |
| ------------ | --------------- | ----------------------------------------------- |
| آریاندس      | ۵۲۶ تا ۴۹۶ پ. م | کمبوجیه دوم، داریوش بزرگ دودمان بیست و هفتم مصر |
| فرنداتیس     | ۴۹۶ تا ۴۸۶ پ. م | داریوش بزرگ دودمان بیست و هفتم مصر              |
| هخامنش       | ۴۸۶ تا ۴۵۹ پ. م | خشایارشا، اردشیر یکم دودمان بیست و هفتم مصر     |
| آرشام        | ۴۵۹ تا ۴۰۶ پ. م | اردشیر یکم، داریوش دوم دودمان بیست و هفتم مصر   |
| فرنداتیس دوم | ۳۴۳ تا ۳۳۵ پ. م | اردشير سوم دودمان سی و یکم مصر                  |
| ساباس        | ۳۳۵ تا ۳۳۳ پ. م | اردشير سوم و داریوش سوم دودمان سی و یکم مصر     |
| مازه         | ۳۳۳ پ. م        | داریوش سوم دودمان سی و یکم مصر                  |